# Ujakov stan
Ujakov stan (rus. Дядюшкина квартира) ruski je film redatelja Pjotra Čardinina.

## Radnja
Film govori o čovjeku po imenu Koko koji odlučuje iznajmiti sobe svog ujaka pa se u stanu pojavljuju razni ljudi.

## Uloge
- Ivan Muzžuhin
- Aleksandr Heruvimov
- Andrej Gromov

## Vanjske poveznice
- Ujakov stan na Kino Poisk